# 西鹿島車站
西鹿島車站（日语：／ Nishi-kajima eki */?）是位於日本靜岡縣濱松市天龍區，由遠州鐵道與天龍濱名湖鐵道所共用的鐵路車站。本站主要由遠州鐵道負責經營管理，除了是遠州鐵道鐵道線與天龍濱名湖線唯一的交會車站之外，也是遠州鐵道的車輛基地（包含維修工廠與車庫）所在地。
站內設有Kiosk商店，是自國鐵二俣線（天龍濱名湖線的前身）時代就一直存留下來的設施。原本只會出現在JR系統所屬之車站內的Kiosk卻出現在純私鐵經營的西鹿島車站內，是個非常稀奇的特例。本站曾在2000年時獲選中部車站百選。

## 車站結構

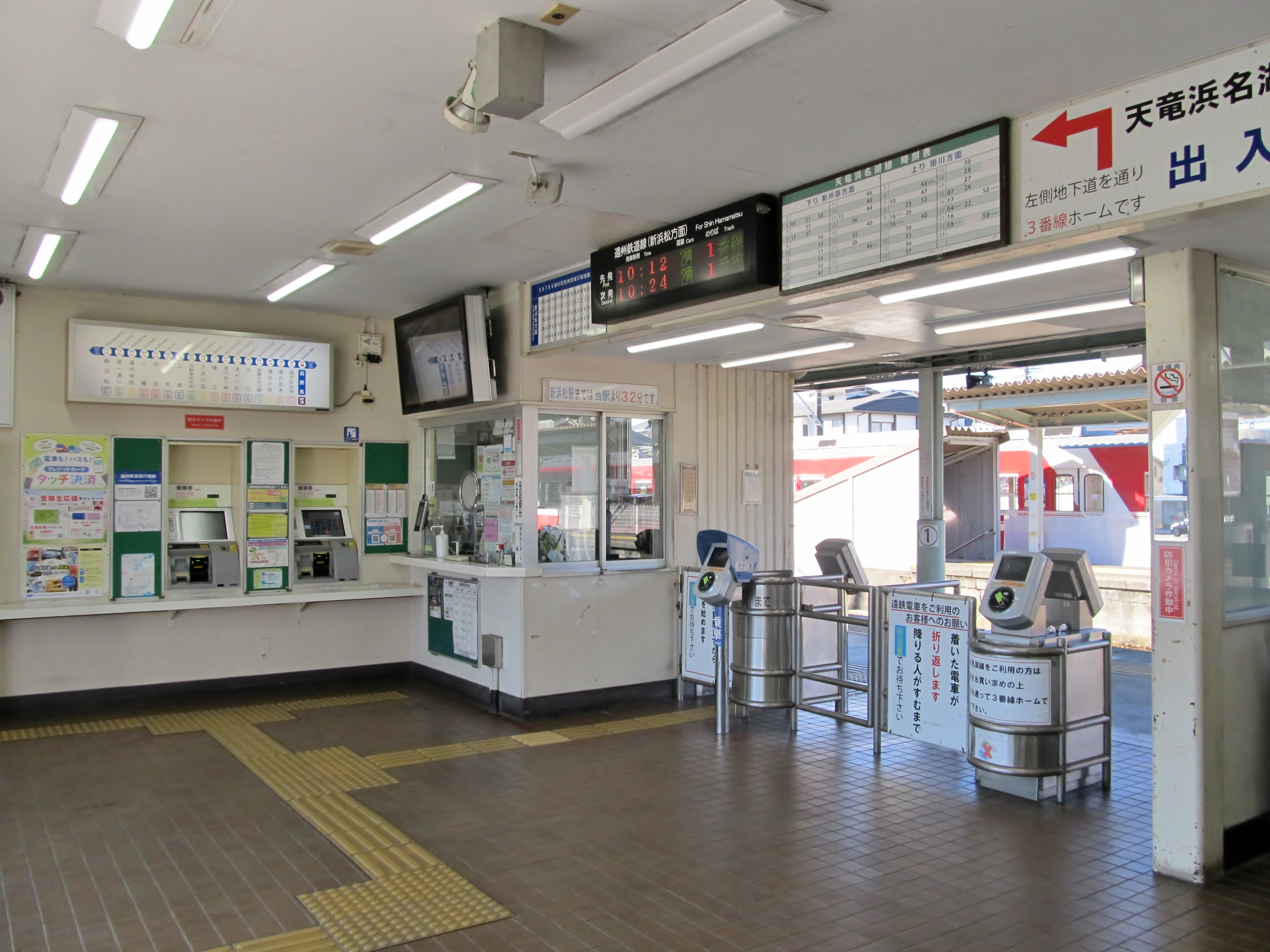
驗票口（2025年1月）

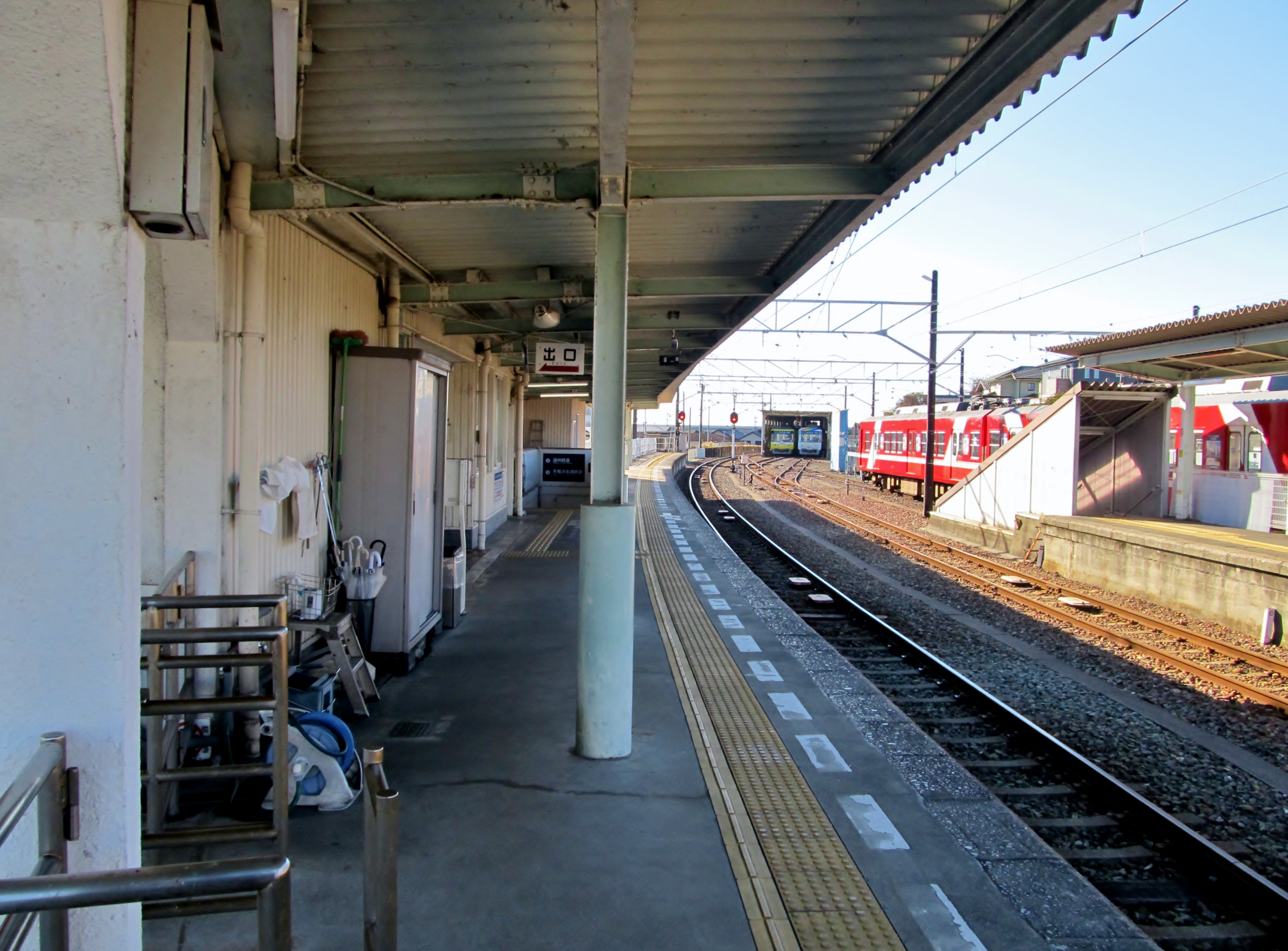
月台（2025年1月）

遠鐵的西鹿島站為對向式月台2面2線的車站（2號月台較短，比2節長的車輛不可停靠），天龍濱名湖鐵道則為側式月台1面1線的地面車站。
遠鐵與天龍濱名湖鐵道的共同使用站。站內東側為站房，近北側為遠鐵的車輛基地（西鹿島工場、車庫）。遠鐵為直營站，列車發車前才開啟剪票口。天龍濱名湖鐵道則視作無人站。

### 月台配置
| 月台 | 路線                        | 方向 | 目的地                     |
| ---- | --------------------------- | ---- | -------------------------- |
| 1、2 | ■遠州鐵道鐵道線             | 上行 | 濱北、新濱松方向           |
| 3    | ■天龍濱名湖鐵道天龍濱名湖線 | 上行 | 天龍二俁、遠州森、掛川方向 |
| 3    | ■天龍濱名湖鐵道天龍濱名湖線 | 下行 | 三日、新所原方向           |

## 相鄰車站
遠州鐵道
■鐵道線
遠州岩水寺（17）－西鹿島（18）
天龍濱名湖鐵道
■天龍濱名湖線
二俁本町－西鹿島－岩水寺